# قائمة شركات التأمين السعودية
هذه قائمة بشركات التأمين الرئيسية المُدرجة في السوق المالية السعودية (تداول).
| رمز الشركة | اسم الشركة                                           | اسم التداول      | القطاع  | ملاحظات                                            | مصادر |
| ---------- | ---------------------------------------------------- | ---------------- | ------- | -------------------------------------------------- | ----- |
| 8010       | الشركة التعاونية للتأمين                             | التعاونية        | التأمين |                                                    |       |
| 8260       | الشركة الخليجية العامة للتأمين التعاوني              | الخليجية العامة  | التأمين |                                                    |       |
| 8110       | الشركة السعودية الهندية للتأمين التعاوني             | وفا للتأمين      | التأمين |                                                    |       |
| 8200       | الشركة السعودية لإعادة التأمين التعاوني              | الإعادة السعودية | التأمين |                                                    |       |
| 8280       | الشركة العالمية للتأمين التعاوني                     | العالمية         | التأمين |                                                    |       |
| 8100       | الشركة العربية السعودية للتأمين التعاوني             | سايكو            | التأمين |                                                    |       |
| 8190       | الشركة المتحدة للتأمين التعاوني                      | المتحدة للتأمين  | التأمين |                                                    |       |
| 8300       | الشركة الوطنية للتأمين                               | الوطنية          | التأمين |                                                    |       |
| 8150       | المجموعة المتحدة للتأمين التعاوني                    | أسيج             | التأمين |                                                    |       |
| 8250       | شركة أكسا للتأمين التعاوني                           | اكسا التعاونية   | التأمين |                                                    |       |
| 8040       | شركة أليانز السعودي الفرنسي للتأمين التعاوني         | أليانز إس إف     | التأمين |                                                    |       |
| 8310       | شركة أمانة للتأمين التعاوني                          | أمانة للتأمين    | التأمين |                                                    |       |
| 8120       | شركة اتحاد الخليج للتأمين التعاوني                   | إتحاد الخليج     | التأمين |                                                    |       |
| 8130       | شركة الأهلي للتكافل                                  | الأهلي للتكافل   | التأمين |                                                    |       |
| 8312       | شركة الإنماء طوكيو مارين                             | الإنماء طوكيو م  | التأمين |                                                    |       |
| 8170       | شركة الاتحاد للتأمين التعاوني                        | الاتحاد          | التأمين |                                                    |       |
| 8160       | شركة التأمين العربية التعاونية                       | التأمين العربية  | التأمين |                                                    |       |
| 8012       | شركة الجزيرة تكافل تعاوني                            | جزيرة تكافل      | التأمين | 26 يناير 2021، اندماج مع شركة سوليدرتي             |       |
| 8070       | شركة الدرع العربي للتأمين التعاوني                   | الدرع العربي     | التأمين |                                                    |       |
| 8230       | شركة الراجحي للتأمين التعاوني                        | تكافل الراجحي    | التأمين |                                                    |       |
| 8180       | شركة الصقر للتأمين التعاوني                          | الصقر للتأمين    | التأمين |                                                    |       |
| 8030       | شركة المتوسط والخليج للتأمين وإعادة التأمين التعاوني | ميدغلف للتأمين   | التأمين |                                                    |       |
| 8270       | شركة بروج للتأمين التعاوني                           | بروج للتأمين     | التأمين |                                                    |       |
| 8210       | شركة بوبا العربية للتأمين التعاوني                   | بوبا العربية     | التأمين |                                                    |       |
| 8240       | شركة تشب العربية للتأمين التعاوني                    | تْشب              | التأمين |                                                    |       |
| 8050       | شركة سلامة للتأمين التعاوني                          | سلامة            | التأمين |                                                    |       |
| 8290       | شركة سوليدرتي السعودية للتكافل                       | سوليدرتي تكافل   | التأمين | 26 يناير 2021، اندماج مع شركة الجزيرة تكافل تعاوني |       |
| 8311       | شركة عناية السعودية للتأمين التعاوني                 | عناية            | التأمين |                                                    |       |
| 8020       | شركة ملاذ للتأمين التعاوني                           | ملاذ للتأمين     | التأمين |                                                    |       |
| 8060       | شركة ولاء للتأمين التعاوني                           | ولاء             | التأمين |                                                    |       |

## مصير الشركات
كان هناك 35 شركة تأمين مدرجة في السوق السعودي. تناقص عدد الشركات حتى أصبح عددها (28) شركة، بعد أن أختفت 4 شركات (سوليدرتي، متلايف، الأهلي، الأهلية) أثر دمجها مع شركات أخرى، وشركتان ألغي إدراجها من السوق (وقاية، سند)، بينما هناك شركة واحدة مُعلق تداولها (وفا للتأمين).
| الرمز | الشركة                                                | المصير | المصير |
| ----- | ----------------------------------------------------- | --- | --- |
| 8010  | شركة التعاونية للتأمين                                | شركة التعاونية للتأمين                                                                                              | شركة التعاونية للتأمين                                                                                              |
| 8012  | شركة الجزيرة تكافل تعاوني                             | إندماج في: شركة الجزيرة تكافل تعاوني (26-01-2021)                                                                   | إندماج في: شركة الجزيرة تكافل تعاوني (26-01-2021)                                                                   |
| 8290  | شركة سوليدرتي السعودية للتكافل                        | شركة سوليدرتي السعودية للتكافل                                                                                      | شركة سوليدرتي السعودية للتكافل                                                                                      |
| 8020  | شركة ملاذ للتأمين التعاوني                            | شركة ملاذ للتأمين التعاوني                                                                                          | شركة ملاذ للتأمين التعاوني                                                                                          |
| 8030  | شركة المتوسط والخليج للتأمين وإعادة التأمين التعاوني  | شركة المتوسط والخليج للتأمين وإعادة التأمين التعاوني                                                                | شركة المتوسط والخليج للتأمين وإعادة التأمين التعاوني                                                                |
| 8040  | شركة أليانز السعودي الفرنسي للتأمين التعاوني          | شركة أليانز السعودي الفرنسي للتأمين التعاوني                                                                        | شركة أليانز السعودي الفرنسي للتأمين التعاوني                                                                        |
| 8050  | شركة سلامة للتأمين التعاوني                           | شركة سلامة للتأمين التعاوني                                                                                         | شركة سلامة للتأمين التعاوني                                                                                         |
| 8060  | شركة ولاء للتأمين التعاوني                            | إندماج في: شركة ولاء للتأمين التعاوني (2020-03-03)                                                                  | إندماج في: شركة ولاء للتأمين التعاوني (2020-03-03)                                                                  |
| 8011  | شركة متلايف وايه أي جي والبنك العربي للتأمين التعاوني | إندماج في: شركة ولاء للتأمين التعاوني (2020-03-03)                                                                  | إندماج في: شركة ولاء للتأمين التعاوني (2020-03-03)                                                                  |
| 8070  | شركة الدرع العربي للتأمين التعاوني                    | إندماج في: شركة الدرع العربي للتأمين التعاوني 12 يناير 2022                                                         | إندماج في: شركة الدرع العربي للتأمين التعاوني 12 يناير 2022                                                         |
| 8130  | شركة الأهلي للتكافل                                   | إندماج في: شركة الدرع العربي للتأمين التعاوني 12 يناير 2022                                                         | إندماج في: شركة الدرع العربي للتأمين التعاوني 12 يناير 2022                                                         |
| 8080  | ساب تكافل                                             | إندماج في: شركة ولاء للتأمين التعاوني (19 أكتوبر 2022)                                                              | إندماج في: شركة ولاء للتأمين التعاوني (19 أكتوبر 2022)                                                              |
| 8100  | الشركة العربية السعودية للتأمين التعاوني (سايكو)      | الشركة العربية السعودية للتأمين التعاوني (سايكو)                                                                    | الشركة العربية السعودية للتأمين التعاوني (سايكو)                                                                    |
| 8120  | شركة اتحاد الخليج للتأمين التعاوني                    | إندماج في: شركة اتحاد الخليج الأهلية للتأمين التعاوني (6 ديسمبر 2020)                                               | شركة اتحاد الخليج الأهلية للتأمين التعاوني تعديل الاسم في 30 ديسمبر 2020                                            |
| 8140  | الشركة الأهلية للتأمين التعاوني                       | إندماج في: شركة اتحاد الخليج الأهلية للتأمين التعاوني (6 ديسمبر 2020)                                               | شركة اتحاد الخليج الأهلية للتأمين التعاوني تعديل الاسم في 30 ديسمبر 2020                                            |
| 8150  | المجموعة المتحدة للتأمين التعاوني (أسيج)              | المجموعة المتحدة للتأمين التعاوني (أسيج)                                                                            | المجموعة المتحدة للتأمين التعاوني (أسيج)                                                                            |
| 8160  | شركة التأمين العربية التعاونية                        | شركة التأمين العربية التعاونية                                                                                      | شركة التأمين العربية التعاونية                                                                                      |
| 8170  | شركة الاتحاد للتأمين التعاوني                         | شركة الاتحاد للتأمين التعاوني                                                                                       | شركة الاتحاد للتأمين التعاوني                                                                                       |
| 8180  | شركة الصقر للتأمين التعاوني                           | شركة الصقر للتأمين التعاوني                                                                                         | شركة الصقر للتأمين التعاوني                                                                                         |
| 8190  | الشركة المتحدة للتأمين التعاوني                       | الشركة المتحدة للتأمين التعاوني                                                                                     | الشركة المتحدة للتأمين التعاوني                                                                                     |
| 8200  | الشركة السعودية لإعادة التأمين التعاوني               | الشركة السعودية لإعادة التأمين التعاوني                                                                             | الشركة السعودية لإعادة التأمين التعاوني                                                                             |
| 8210  | بوبا العربية للتأمين التعاوني                         | بوبا العربية للتأمين التعاوني                                                                                       | بوبا العربية للتأمين التعاوني                                                                                       |
| 8230  | الراجحي للتأمين التعاوني                              | الراجحي للتأمين التعاوني                                                                                            | الراجحي للتأمين التعاوني                                                                                            |
| 8240  | شركة تشب العربية للتأمين التعاوني                     | شركة تشب العربية للتأمين التعاوني                                                                                   | شركة تشب العربية للتأمين التعاوني                                                                                   |
| 8250  | شركة أكسا للتأمين التعاوني                            | شركة أكسا للتأمين التعاوني                                                                                          | شركة أكسا للتأمين التعاوني                                                                                          |
| 8260  | الشركة الخليجية العامة للتأمين التعاوني               | الشركة الخليجية العامة للتأمين التعاوني                                                                             | الشركة الخليجية العامة للتأمين التعاوني                                                                             |
| 8270  | شركة بروج للتأمين التعاوني                            | شركة بروج للتأمين التعاوني                                                                                          | شركة بروج للتأمين التعاوني                                                                                          |
| 8280  | الشركة العالمية للتأمين التعاوني                      | الشركة العالمية للتأمين التعاوني                                                                                    | الشركة العالمية للتأمين التعاوني                                                                                    |
| 8300  | الشركة الوطنية للتأمين                                | الشركة الوطنية للتأمين                                                                                              | الشركة الوطنية للتأمين                                                                                              |
| 8310  | شركة أمانة للتأمين التعاوني                           | وقعت شركة عناية السعودية للتأمين التعاوني اتفاقية اندماج ملزمة مع شركة أمانة للتأمين التعاوني بتاريخ 29 أبريل 2021. | وقعت شركة عناية السعودية للتأمين التعاوني اتفاقية اندماج ملزمة مع شركة أمانة للتأمين التعاوني بتاريخ 29 أبريل 2021. |
| 8311  | شركة عناية السعودية للتأمين التعاوني                  | شركة عناية السعودية للتأمين التعاوني                                                                                | شركة عناية السعودية للتأمين التعاوني                                                                                |
| 9312  | شركة الإنماء طوكيو مارين                              | شركة الإنماء طوكيو مارين                                                                                            | شركة الإنماء طوكيو مارين                                                                                            |
| 8220  | وقاية للتأمين                                         | إلغاء الإدراج في 29 مايو 2017                                                                                       | إلغاء الإدراج في 29 مايو 2017                                                                                       |
| 8090  | شركة سند للتأمين وإعادة التأمين التعاوني              | إلغاء الإدراج في 10 مايو 2017م                                                                                      | إلغاء الإدراج في 10 مايو 2017م                                                                                      |
| 8110  | الشركة السعودية الهندية للتأمين التعاوني              | شركة مُعلق تداولها                                                                                                   | شركة مُعلق تداولها                                                                                                   |